# 錢森
錢森（1409年—？），字廷茂，浙江寧波府慈谿縣人，軍籍。明朝政治人物。進士出身。

## 生平
浙江鄉試第三十五名。正統七年（1442年）壬戌科會試第五十二名，殿試登進士第三甲第七十三名，授戶科給事中，以憂歸。景泰間復除南京刑科給事中，調兵科，陞雲南參議，死於任內。

## 家族
曾祖錢均舉。祖父錢榮中。父亲錢起宗。